# Dorfkirche Sandbeiendorf

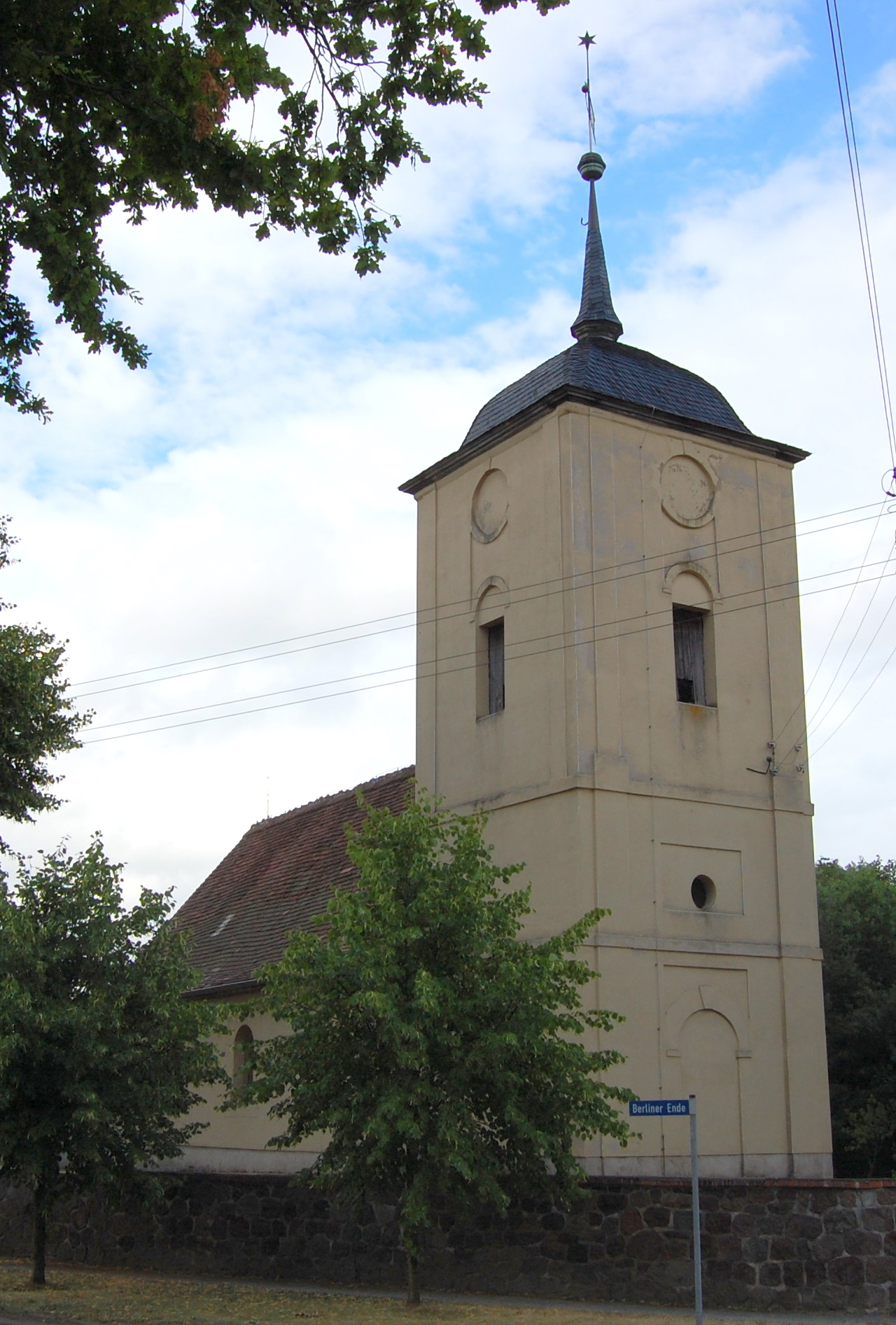
Dorfkirche Sandbeiendorf

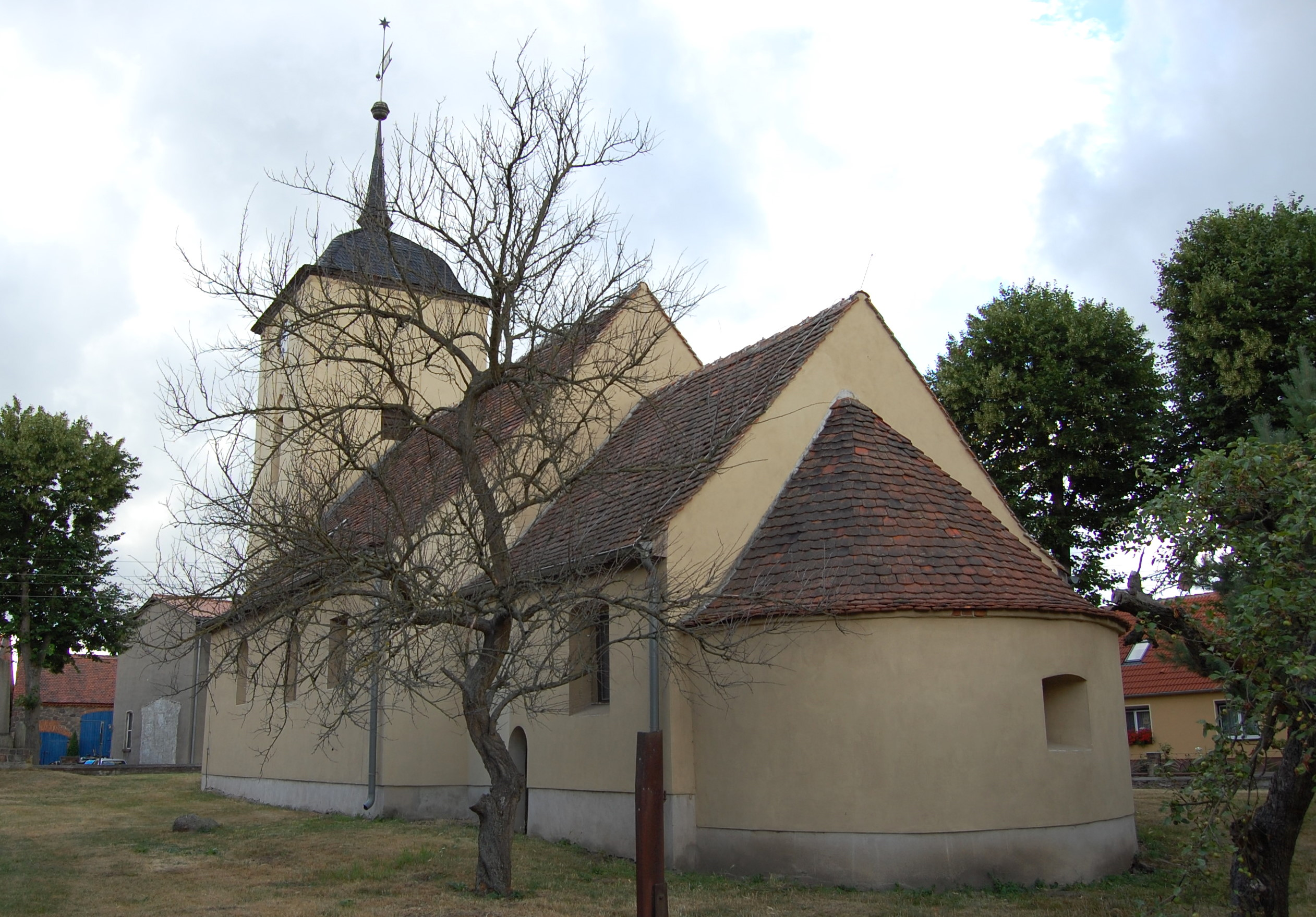
Blick von Osten

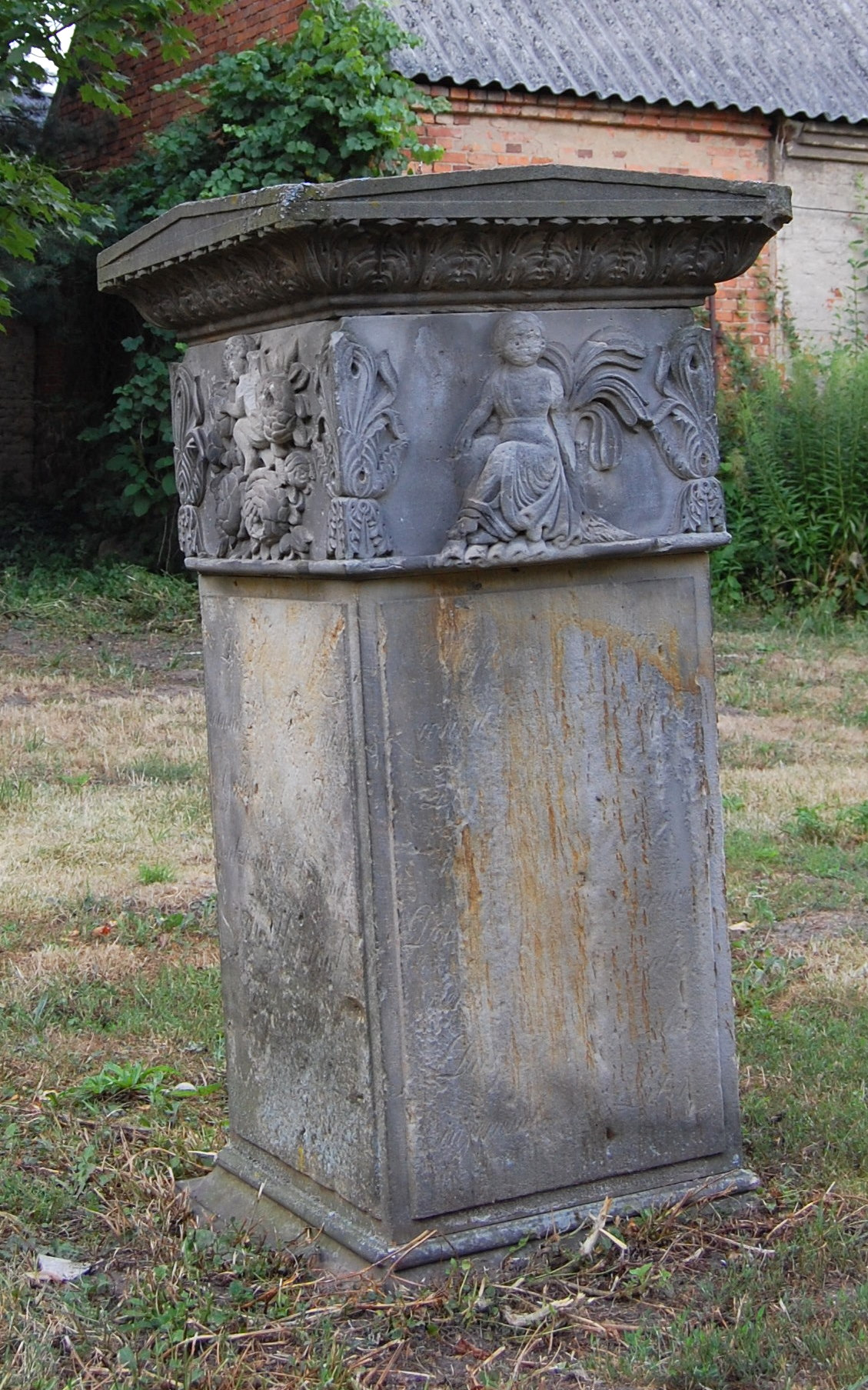
Grabstele auf dem Kirchhof

Die Dorfkirche Sandbeiendorf ist die evangelische Kirche des Dorfes Sandbeiendorf in Sachsen-Anhalt.

## Geschichte und Architektur
Die Kirche geht in ihrem Kern auf die Romanik zurück. Die Saalkirche verfügt über einen eingezogenen Chor und eine halbrunde Apsis. Die aus Granitquadern errichtete Kirche wurde 1659 im Stil des Barock umgestaltet. Im Bereich der Apsis ist jedoch ein Schlitzfenster erhalten, welches ursprünglich etwas zugespitzt war. Auch die Priesterpforte ist noch vorhanden. An der Westseite befindet sich ein im Verhältnis zum Kirchenschiff mächtiger Turm, der nach einer Datierung auf das Jahr 1751 zurückgeht. Der Turm wurde aus Backsteinziegeln gebaut. Heute sind sowohl Kirchenschiff als auch Turm verputzt. Die Turmfassade wird durch Lisenen gegliedert. Die Spitze des Turms ist als flache geschweifte Haube ausgeführt, aus der eine schmale Spitze erwächst.
Das Kircheninnere wird von einer flachen Decke überspannt. An der Westseite befindet sich eine kurze Empore. Der Triumphbogendurchbruch ist unregelmäßig. Die Ausstattung ist einfach und stammt weitgehend aus der zweiten Hälfte des 17. Jahrhunderts. Etwa um 1965 erfolgte eine vereinfachende Instandsetzung. An der Sakramentsnische befindet sich eine alte, eisenbeschlagene Tür.
Bemerkenswert ist eine Bronzeglocke aus dem 13. Jahrhundert, deren Form an einen Zuckerhut erinnert. Östlich der Kirche steht auf dem Kirchhof eine quadratische Grabstele. Die im Stil des Klassizismus gearbeitete Stele trägt Reliefs mit Symbolen der Tugend. Südlich der Kirche steht ein Kriegerdenkmal.